# Alloclusia pictipennis
Alloclusia pictipennis är en tvåvingeart som beskrevs av Wulp 1882. Alloclusia pictipennis ingår i släktet Alloclusia och familjen träflugor. Inga underarter finns listade i Catalogue of Life.